# Imbaré
Cavanillesia umbellata (também chamada de imbaré ou barriguda-lisa) é uma espécie de  planta do gênero Cavanillesia e da família Malvaceae.

## Taxonomia
A espécie foi descrita em 1798 por Hipólito Ruiz López e José Antonio Pavón.
Os seguintes sinônimos já foram catalogados:  
- Cavanillesia arborea  (Willd.) K.Schum.
- Cavanillesia arborea  K. Schum.
- Pourretia arborea  Willd.

## Forma de vida
É uma espécie terrícola e arbórea.

## Descrição
Árvores emergentes, decíduas; troncos em forma de barril, copa desproporcionalmente pequena. Folhas simples, agrupadas no ápice dos ramos, glabras, palminérvias, base cordada; estípulas lineares, caducas. Flores em cimeiras umbeliformes; pedicelos e cálices com indumento pulverulento, formado por tricomas ramificados; cálice vermelho-alaranjado, 5-lobado, lobos c. metade do comprimento das sépalas; pétalas alvas na antese, passando a avermelhadas quando secas; tubo estaminal originando filetes livres; estames c. 30, filetes alvos, anteras amareladas, estilete alvo, estigma trífido, amarelado. Frutos conspícuos, sâmaras 5-aladas, globosas, acastanhadas, endocarpo esponjoso. Sementes 1-2 por fruto.

## Conservação
A espécie faz parte da Lista Vermelha das espécies ameaçadas do estado do Espírito Santo, no sudeste do Brasil. A lista foi publicada em 13 de junho de 2005 por intermédio do decreto estadual nº 1.499-R.

## Distribuição
A espécie é encontrada nos estados brasileiros de Bahia, Espírito Santo, Goiás, Minas Gerais, Piauí, Rio de Janeiro e Tocantins.
A espécie é encontrada nos  domínios fitogeográficos de Floresta Amazônica, Caatinga e Mata Atlântica, em regiões com vegetação de caatinga e floresta estacional decidual.